# جون إدوارد لويد
جون إدوارد لويد (بالإنجليزية: John Edward Lloyd)‏ هو مؤرخ وسياسي بريطاني، ولد في 5 مايو 1861 في ليفربول في المملكة المتحدة، وتوفي في 20 يونيو 1947.